# Gjirokastra
Gjirokastra (en albanés: Gjirokastra o Gjirokastër AFI: [ɟiɾoˈkastəɾ], en griego: Αργυρόκαστρο, Argirókastro en italiano: Argirocastro y en turco: Ergiri) es la ciudad principal y capital del condado y distrito homónimos, en el sur de Albania.
La ciudad de Gjirokastra fue la cuna de algunos de los albaneses más célebres de la historia, como el líder comunista Enver Hoxha o el escritor albanés más universal, Ismail Kadare. Por otro lado el casco antiguo de la ciudad fue declarada Ciudad-museo durante la época socialista. En 2005, la Unesco declaró la Ciudad-museo de Gjirokastra Patrimonio de la Humanidad como un «raro ejemplo de pueblo otomano bien conservado y construido por terratenientes». En 2008, se unió a esta denominación el centro histórico de Berat.

## Historia
Gjirokastra es una antigua ciudad cuyo solar tiene trazas de haber sido poblado desde al menos el siglo I a. C. La ciudad como tal fue fundada probablemente hacia el siglo XII alrededor de una fortaleza ubicada en el Mali i Gjëre. Bajo dominio bizantino se convirtió en un importante centro comercial conocido como Argyropolis ("Ciudad de plata", griego: Αργυρόπολις) o Argyrokastron ("Castillo de plata", griego: Αργυρόκαστρον). Con posterioridad formó parte del Despotado de Epiro, estado sucesor del Imperio bizantino después de la disolución de este en la Cuarta Cruzada.

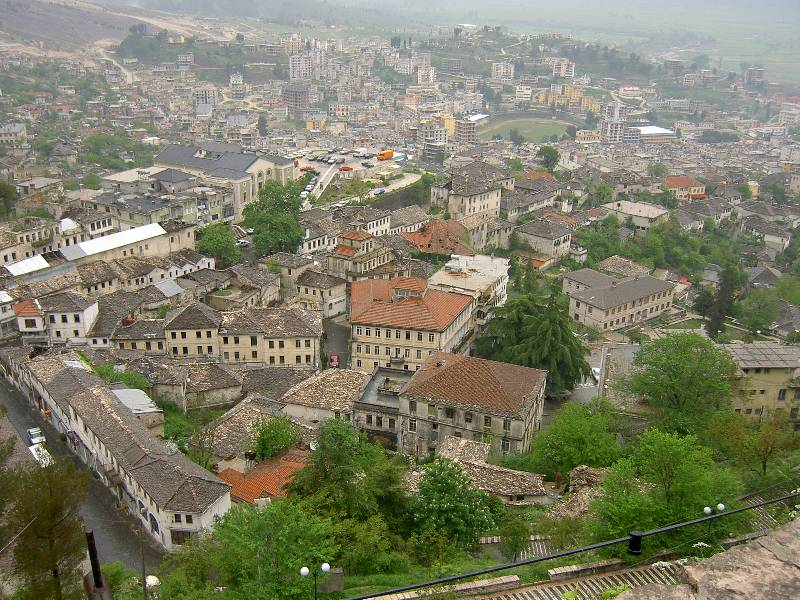
Vista de la ciudad.

La primera mención escrita de la ciudad data de 1336. En 1417 pasó a manos del Imperio otomano, que la retuvo en su poder durante casi cinco siglos. En el siglo XIX Ali Pasha, un gobernador albanés dotado de gran autonomía reforzó el burgo y mandó construir un acueducto de 10 km de longitud para abastecer de agua la fortaleza. Este acueducto fue destruido en 1932. A finales del siglo XIX Gjirokastra fue un importante centro de resistencia a la dominación turca. La Asamblea de Gjirokastra de 1880 se considera como uno de los hitos de la independencia albanesa.
Habitada por una población mayoritaria de etnia albanesa, pero con una fuerte presencia de minorías griega y arrumana, Gjirokastra ha sido una ciudad muy disputada a lo largo de la primera mitad del siglo XX. Durante la Primera Guerra de los Balcanes (1912-13), la ciudad fue reclamada por parte de Grecia, debido a la presencia de una importante minoría griega en la zona. En 1914 Giorgos Christakis Zografos, antiguo Ministro de Exteriores griego, declaró Gjirokastra como la capital de un estado autónomo denominado Epiro del Norte. No obstante, la vida de este estado fue efímera y desapareció durante la Primera Guerra Mundial. Gjirokastra fue ocupada por tropas francesas durante esa guerra para posteriormente ser devuelta al estado albanés. Durante la Segunda Guerra Mundial la ciudad pasó por manos italianas, griegas y alemanas, para caer finalmente bajo control albanés definitivo desde 1944.
El régimen comunista de la posguerra desarrolló la ciudad como un centro industrial y comercial. Fue elevada a la condición de "ciudad-museo" debido a su estado de conservación y también por ser la localidad natal del líder comunista Enver Hoxha que había nacido aquí en 1908. La casa natal de Hoxha fue convertida en museo y en uno de los principales centros del culto a la personalidad del dictador.
Gjirokastra sufrió numerosos problemas económicos tras finalizar el dominio comunista en 1991. Fue especialmente afectada por la estafa piramidal que estalló en 1997 que desestabilizó política y económicamente Albania. La ciudad se convirtió en un foco de la rebelión contra el gobierno de Sali Berisha y violentas protestas antigubernamentales tuvieron lugar en la misma forzando finalmente la dimisión del presidente. Durante el caos que se produjo aquel año, el 16 de diciembre de 1997 la casa de Hoxha fue volada por los aires por un grupo desconocido (presumiblemente anticomunista) de atacantes.
Desde finales de los años 1990 se ha producido una revitalización de la economía albanesa, mejorando en algo la situación de la ciudad. La población de Gjirokastra ha descendido en las últimas décadas, debido principalmente por la emigración de la minoría griega hacia la vecina Grecia. Sin embargo esta minoría tiene todavía una presencia significativa y una gran influencia cultural en la actual Gjirokastra. El estatus de la minoría griega en la región ha sido causa de ciertas tensiones entre los gobiernos de Albania y Grecia.

## Geografía

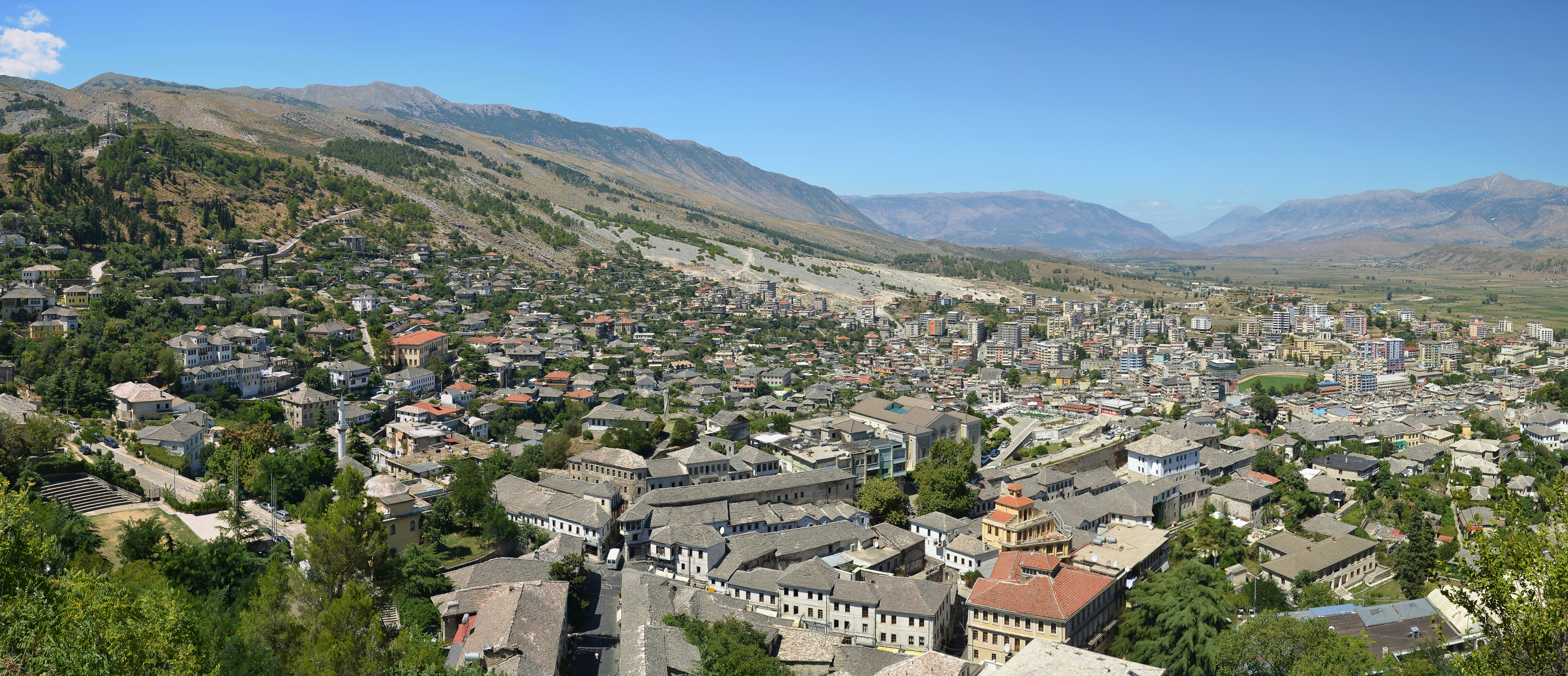
Vista de la ciudad nueva desde la ciudadela.

Gjirokastra se ubica en el sur de Albania a unos 215 km de la capital albanesa Tirana y a solo unos 36 km de la frontera griega. Forma parte de la antigua región histórica del Epiro que comparten actualmente Albania y Grecia. La costa del mar Jónico se encuentra a unos 50 km aproximadamente.
Gjirokastra se encuentra junto al monte Mali i Gjerë ("La montaña ancha"), que domina el valle del río Drin. La ciudad antigua se extiende por las faldas de dicho monte, mientras que los barrios modernos se sitúan al pie de la misma, en el valle del Drin.

## Cultura y patrimonio de la ciudad

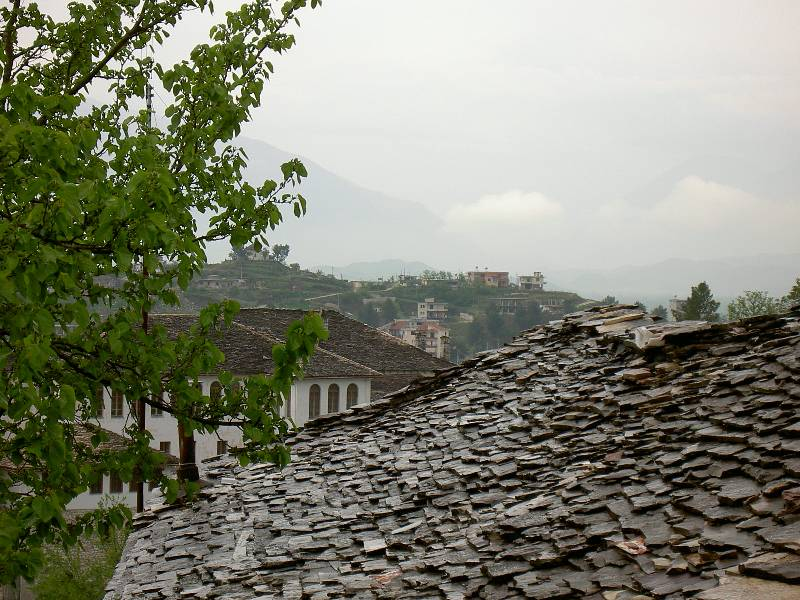
Tejados cubiertos de piedras en la ciudad vieja.

Gjirokastra es también conocida como la "Ciudad de las piedras", ya que la mayor parte de los tejados de las casas antiguas están cubiertas de piedras, un rasgo distintivo de la arquitectura local. Gjirokastra es una de las ciudades en las que mejor se ha conservado la arquitectura típica de los Balcanes, de influencia otomana. Otros ejemplos destacados de esta arquitectura son la ciudad macedonia de Ohrid o Berat, en la Albania central.
Esta fue la razón por la que en 2005 la Unesco incluyó Gjirokastra en la Lista del Patrimonio de la Humanidad. Las razones aducidas por la organización internacional para esta distinción fueron la de considerar Gjirokastra como «un testimonio excepcional de una duradera y casi desaparecida sociedad y estilo de vida, influenciada por la cultura y tradición del islam durante el periodo otomano». También consideró la Unesco que el centro histórico de Gjirokastra era «un raro ejemplo de un bien conservado pueblo otomano, construido por grandes propietarios terratenientes, alrededor de una ciudadela del siglo XIII. La arquitectura se caracteriza por la construcción de un tipo de casas torres (llamadas kule), de las que Gjirokastra muestra muy notables ejemplos».
Los edificios más típicos de la ciudad son los kules, un tipo de casa-torre de origen turco y característico de la región de los Balcanes. Este tipo de edificio, alcanzó su madurez en el siglo XVII. En Gjirokastra se encuentran además algunos ejemplos de kules más elaborados que datan de principios del siglo XIX. 
Los kules poseen una base muy alta, una planta baja que solía utilizarse en invierno y que contaba con troneras y una segunda planta para el verano, dotada de balcones, ventanas y recubierta de madera. Los interiores suelen estar ricamente decorados con motivos florales pintados, especialmente en las zonas reservadas a la recepción de invitados. Más de 200 casas están protegidas actualmente en la ciudad como "monumentos culturales".

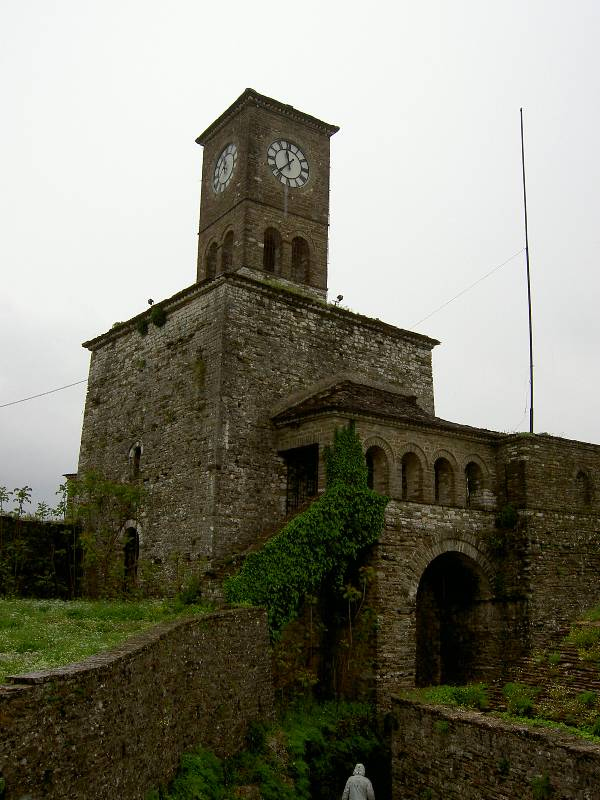
Ciudadela de Gjirokastra.

Los comunistas declararon el casco antiguo de la ciudad vieja como "ciudad-museo" debido principalmente a que era la ciudad natal de Enver Hoxha, lo que la puso bajo un status de protección especial ya durante dicho régimen. Ello permitió que se respetara la arquitectura tradicional y no se acometieran las características construcciones modernas de viviendas de tipo soviético típicas de dicho periodo. Sin embargo ese estatus de protección no ha evitado que muchas casas antiguas se vinieran abajo por falta de cuidados y mantenimiento. Poco a poco se está mejorando en el mantenimiento de la arquitectura tradicional de la ciudad.
Al margen de las muestras de esta arquitectura tradicional Gjirokastra cuenta como edificios significativos como la fortaleza, el bazar, una mezquita del siglo XVIII y dos iglesias del mismo periodo.
La Ciudadela domina la ciudad y el valle. Está abierto a los visitantes y contiene un museo militar en recuerdo de la resistencia comunista ante los invasores alemanes en la Segunda Guerra Mundial. Además de artillería capturada a los alemanes posee un avión de la Fuerza Aérea Americana capturado durante la Guerra Fría. La ciudadela se remonta al siglo XVIII y fue construida por órdenes de Gjin Bue Shpata, un líder tribal local. A lo largo de los siglos XIX y XX sufrió varias adiciones, por parte de los gobiernos de Alí Pasha Tepelene y el rey Zog I de Albania. Actualmente posee cinco torres, una torre del reloj, una iglesia, fuentes, establos y más instalaciones. La parte norte del castillo fue convertida en cárcel por el gobierno del rey Zog y tuvo encerrados prisioneros políticos durante el régimen comunista.

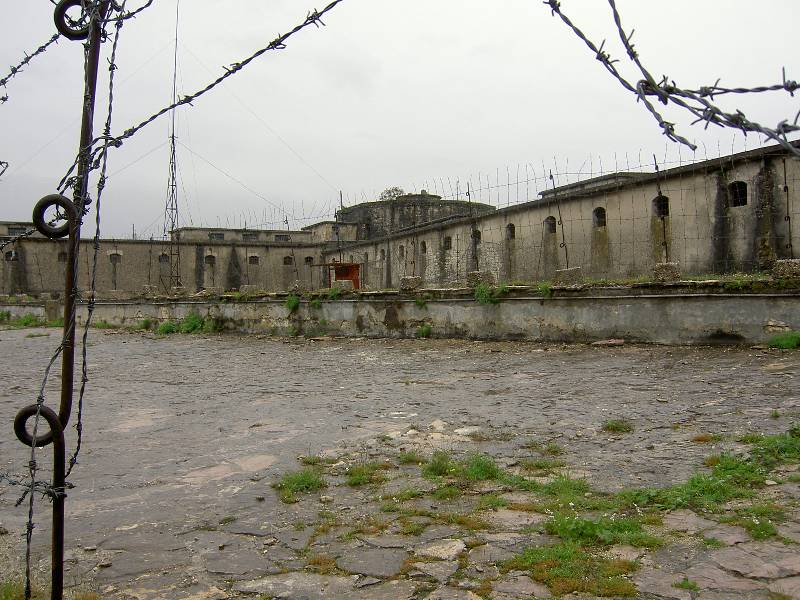
Antigua prisión política en la ciudadela.

Gjirokastra posee asimismo un viejo bazar construido originalmente en el siglo XVII, pero que fue reconstruido en el siglo XIX tras un incendio. En 1997 se produjeron importantes daños en el bazar durante la revuelta popular habiéndose restaurado de nuevo en la actualidad. 
Cada cinco años se celebra en Gjirokastra el Festival Nacional de Música Folklórica en el que participan grupos musicales de Albania y de los territorios vecinos con población albanesa. Gjirokastra posee una universidad, en la que algunas carreras se imparten también en lengua griega.

## Economía
Gjirokastra es principalmente un centro comercial de la región sur de Albania, que cuenta con algunas industrias alimentarias, del cuero y textiles.